# Intemperie (álbum)
Intemperie es el tercer disco como solista del cantante, músico y actor argentino Iván Noble. Salió a la venta en el 27 de febrero de 2007 y fue grabado en Circo Beat. En este nuevo álbum, Iván interpreta temas compuestos por él mismo (excepto «Canción del jardinero», de María Elena Walsh), alejados del rock. Las canciones que se incluyen en el disco fueron compuestas a partir de 2005. La producción del álbum estuvo a cargo de Sufián Cantilo, tecladista de Caballeros de la quema, junto con Noble, que por primera vez se involucra en este trabajo en uno de sus discos. Entre los músicos invitados a la grabación se encuentran:
- Roberto Pettinato (saxofón)
- Juan Subirá (acordeón)
- Adriana Varela (voz)
- Mariano Otero (contrabajo)
- Pablo Guerra, exmiembro de Caballeros de la quema (guitarra)
- Guillermo Vadalá (bajo)[2]

## Listado de canciones
1. ¿Y qué más da?
2. Olivia
3. Bienbenito
4. Fe de erratas
5. Bendito infierno
6. A los leones
7. Causas perdidas
8. Decime que anoche nunca existió
9. Mala sangre
10. Lágrimas de Cabernet
11. Vuelve Peluca
12. No retiro lo dicho
13. Canción del jardinero[3]